# Woody (Debian)
Woody is de codenaam van Debian 3.0. Deze werd genoemd naar het personage Sheriff Woody uit de animatiefilm Toy Story.
Woody was de stable-versie van 19 juli 2002 tot 6 juni 2005, toen die door Debian 3.1 (sarge) werd opgevolgd.
Bij het verschijnen was woody beschikbaar voor 11 architecturen: Alpha, ARM, PA-RISC, Intel x86, Intel IA-64, Motorola 680x0, MIPS, PowerPC, IBM S/390 en SPARC.
Woody was de eerste versie van Debian die ook beschikbaar was voor HP PA-RISC, Intel IA-64 en MIPS.

## Versies
Na het verschijnen werd woody actief ondersteund, en 6 point releases verschenen voor werd overgeschakeld op sarge:
- 3.0r1 verscheen op 16 december 2002
- 3.0r2 verscheen op 21 november 2003
- 3.0r3 verscheen op 26 oktober 2004
- 3.0r4 verscheen op 1 januari 2005
- 3.0r5 verscheen op 16 april 2005
- 3.0r6 verscheen op 2 juni 2005, vier dagen voor het verschijnen van sarge.